# International Harvester
International Harvester var även ett tidigare namn på musikgruppen Träd, Gräs och Stenar.

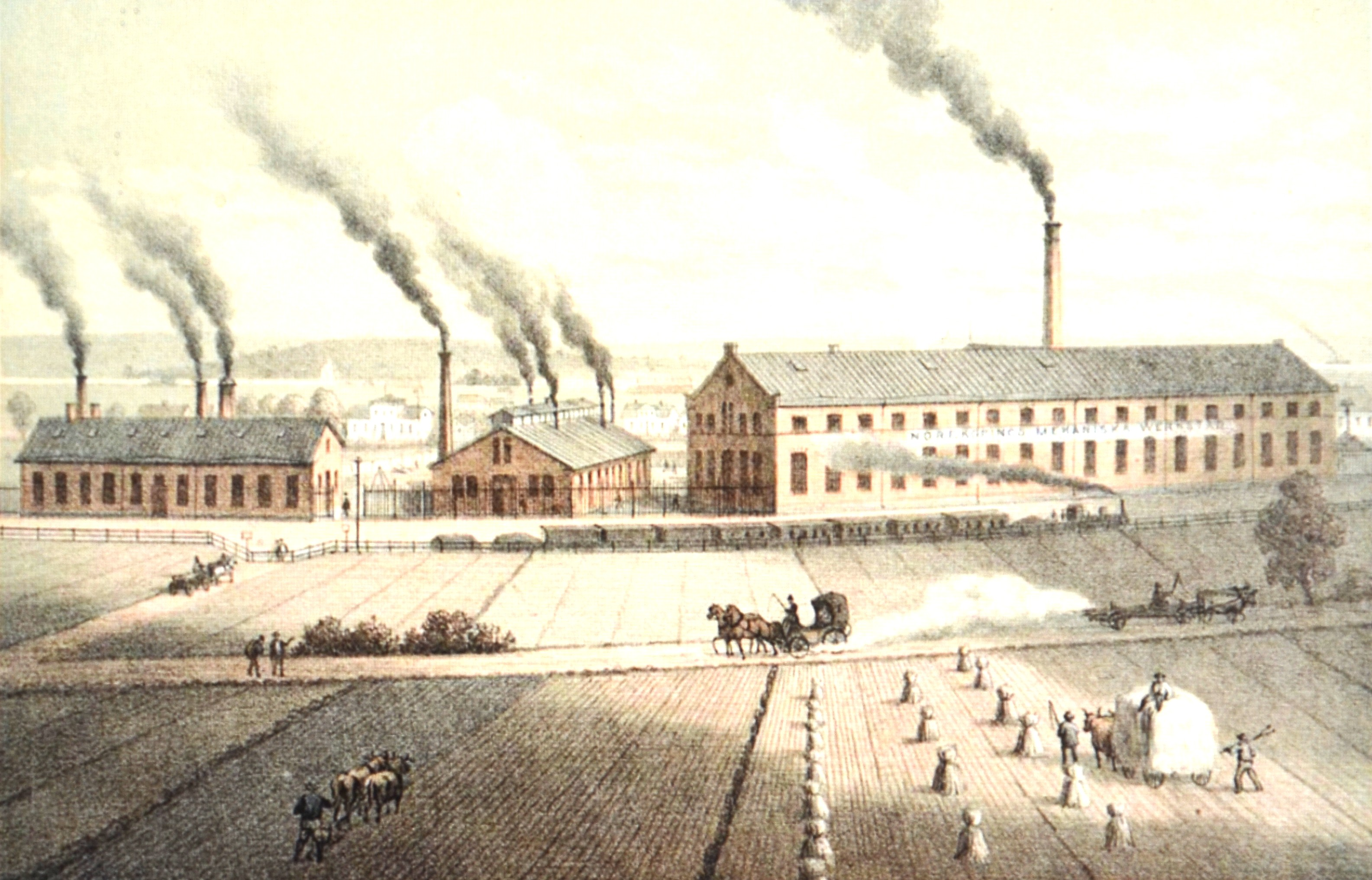
International Harvesters anläggning på Butängen i Norrköping, under företrädaren Norrköpings Mekaniska Verkstad, omkring 1877

International Harvester Company, (förkortat till IHC och senare IH) var en amerikansk tillverkare av jordbruksmaskiner, skogsmaskiner, anläggningsmaskiner, lastbilar och hushållsprodukter. International Harvester bildades 1902 genom att J.P. Morgan slog samman McCormick Harvesting Company och Deering Harvester Company samt tre andra mindre jordbruksföretag till en stor koncern med 25 000 anställda. För att konkurrera med Fordson (senare Ford), introducerade International Harvester en ny serie traktorer 1924 under varumärket Farmall. Den första Farmall (1924-1932), F20 som hade en fyrcylindrig motor med ett slagvolym på 3600 kubikcentimeter , uppnådde följande produktionssiffror: 
| År   | F20    |
| ---- | ------ |
| 1924 | 200    |
| 1925 | 838    |
| 1926 | 4 420  |
| 1927 | 9 502  |
| 1928 | 24 899 |
| 1929 | 35 321 |
| 1930 | 42 093 |
| 1931 | 14 088 |
| 1932 | 2 778  |

År 1985 sålde International Harvester jordbrukstillverkningen till Tenneco, Inc., som lade företaget som dotterbolag till J.I. Case under Case IH-namnet. Lastbilsdivisionen slogs samman med Navistar International Corporation, då Case hade övertagit International Harvester-namnet och märket.

## Dotterföretag i Sverige
Huvudartikel: AB International Harvester
International Harvester övertog 1905 Mekaniska verkstaden Vulcan på Butängen i Norrköping, vilken blev koncernens första tillverkningsenhet i Europa.

## Bildgalleri

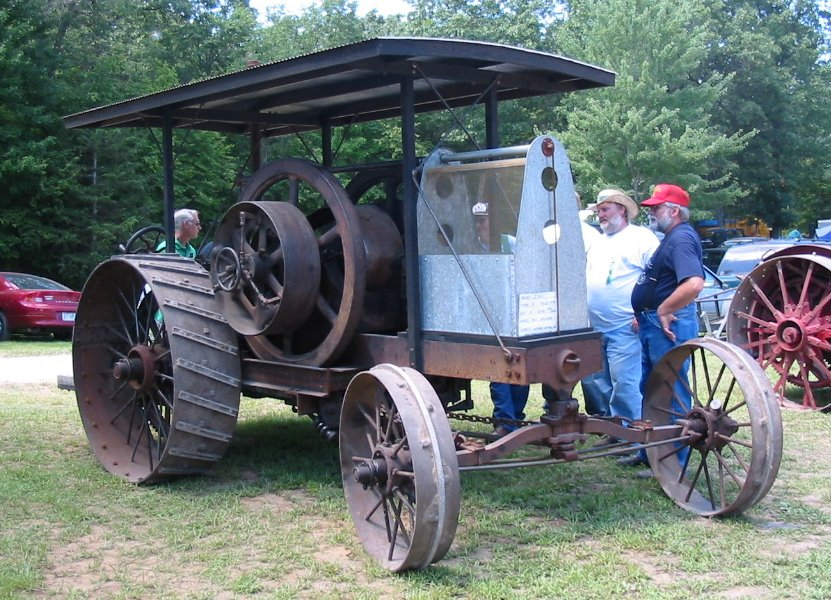
International-traktor från 1920.
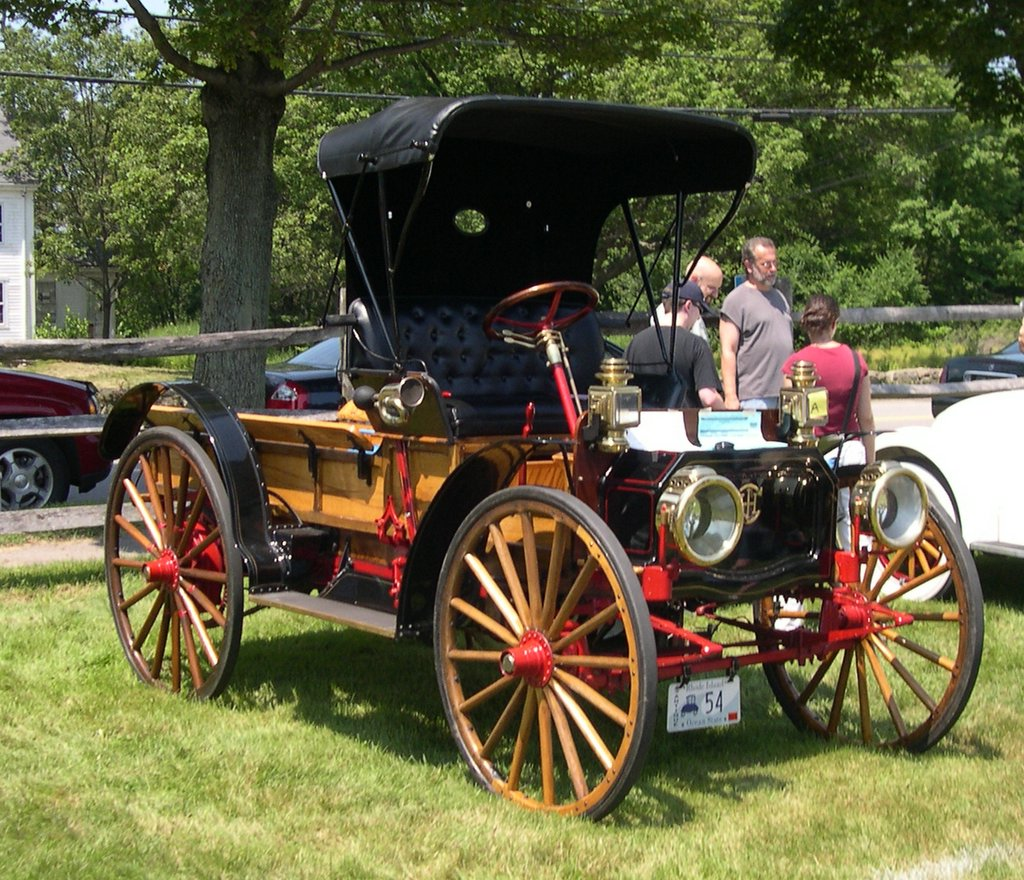
International Wagon 1911.
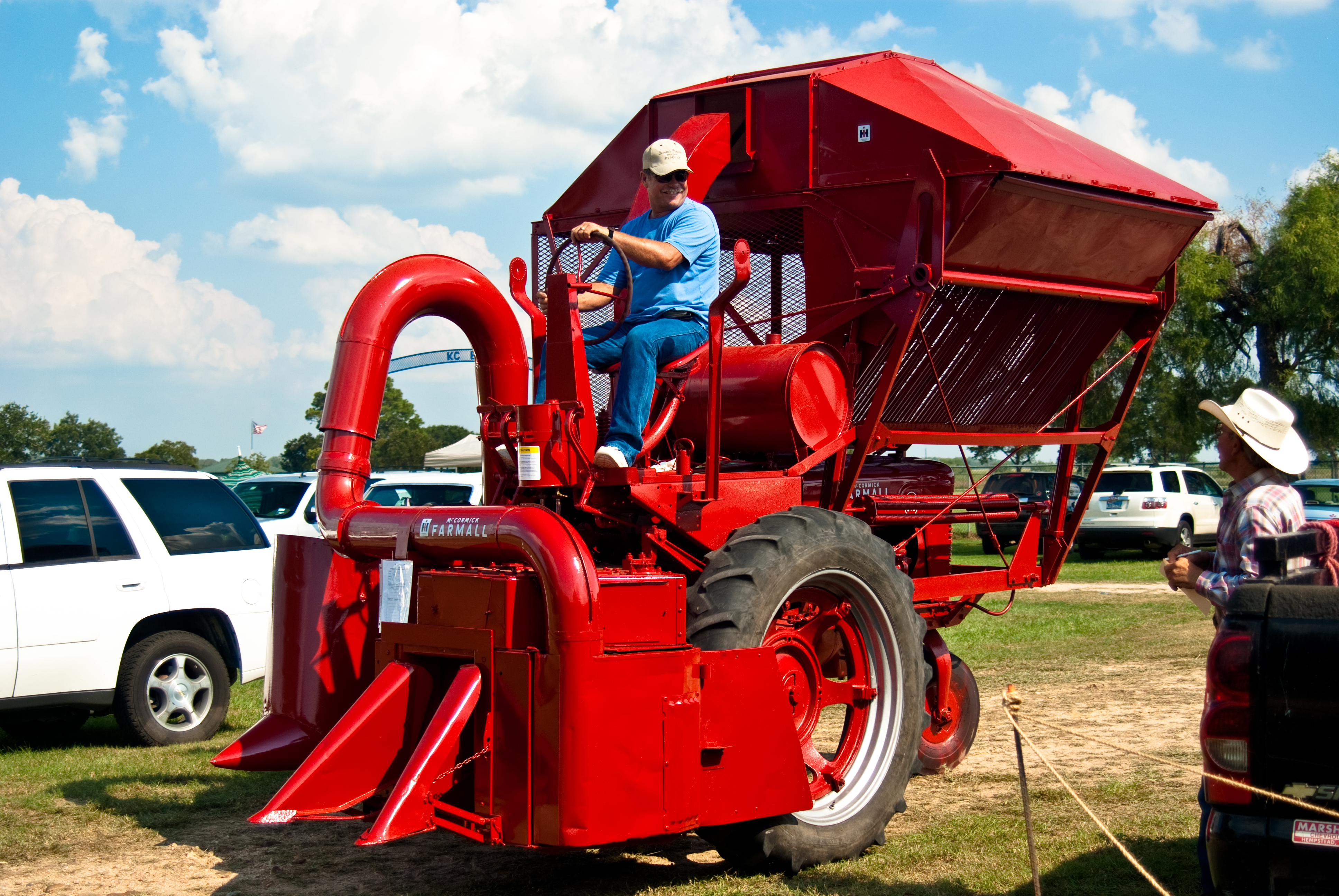
International Harvester McCormick Farmall M-12-H från slutet av 1940-talet var den första kommersiellt tillverkade bomullsskördemaskinen.